# Marmo occhialino
Il marmo occhialino è una particolare varietà di marmo,  una roccia calcarea metamorfica composta nello specifico caso da oltre il 98% di carbonato di calcio. 
Conosciuto anche come calcare di Esine, tale marmo viene estratto nel comune di Ossimo in Val Camonica. 

## Utilizzo
A seconda del processo produttivo (frantumazione, selezione, burattatura, micronizzazione) viene impiegato in disparati settori che spaziano dai ciottoli e pietrischi per l'edilizia ed il design, alle polveri micronizzate per l'industria zootecnica, chimica ed edile, passando, grazie alle ottime caratteristiche di ingelività e basso assorbimento d'acqua, al pietrame per opere di difesa fluviale.
In passato è stato utilizzato per la costruzione di luoghi di culto, anche se solo localmente.
Apprezzato in ogni parte del globo per la sua estetica eccezionale e con tonalità mutevoli a seconda delle condizioni climatiche, il marmo occhialino attualmente si estrae soltanto in una specifica cava. Oltre ad avere sfumature eleganti e raffinate, che ben si prestano a qualsiasi ambientazione di alto pregio estetico, possiede la particolare caratteristica di non essere soggetto, a differenza di altri marmi, a formazione di muschi e licheni anche in presenza di umidità.